# 牧歌 (但丁)
《牧歌》（義大利語：Egloghe）是但丁·阿利吉耶里創作的兩首田園風格的拉丁長詩，它的名字來源於維吉爾的《牧歌集》。 這兩首詩是68節的《Vidimus in nigris albo patiente lituris》和97節的《Velleribus Colchis prepes detectus Eous》。 它們於1319年至1320年間在拉文納創作，但直到1719年在才佛羅倫薩首次出版。

## 外部連結
- 意大利語维基文库中与本条目相关的原始文献：Eclogues
- LibriVox中的公有领域有声书《Eclogues》